# AN-M66
AN-M66 – amerykańska bomba burząca wagomiaru 2000 funtów. Była stosowana podczas II wojny światowej przez lotnictwo US Navy i USAAC.
Bomba AN-M65 miała pomalowany na oliwkowo korpus z żółtym pasem naokoło nosa i ogona. Bomba była uzbrojona dwoma zapalnikami: głowicowym (AN-M103, M110 lub M118) i tylnym (AN-M102A2 lub M114A1).